# Teamnet
Teamnet  este un integrator și dezvoltator de sisteme din România, înființat în 2001 de către Sebastian Ghiță. , Bogdan Padiu, George Stan, Bogdan Nedelcu și Ovidiu Trașcu. Inițial, Sebastian Ghiță a fost finanțatorul și acționarul majoritar, dar în perioada 2001-2011 implicarea acestuia s-a redus treptat. În 2012, Sebastian Ghiță a intrat în politică, părăsind acționariatul Teamnet în favoarea celorlalți fondatori: Bogdan Padiu, George Stan, Bogdan Nedelcu și Ovidiu Trașcu. Compania a înregistrat o dezvoltare foarte rapidă până în anul 2016. Compania este specializată în servicii de integrare și dezvoltare software și consultanță în domeniul IT  , precum și în servicii complexe în domeniul ingineriei, soluții de cloudsourcing și soluții informatice medicale adresate sectorului public și companiilor din mediul privat. În ultimii ani, pe lângă sediile din România (București, Iași, Galați, Bistrița Năsăud), Teamnet a deschis și birouri în Bruxelles, Chișinău, Belgrad, Istanbul și Zagreb, adoptând o strategie de extindere a activității la nivel internațional. 
Cifra de afaceri a companiei la finele anului 2014 a fost de 93 milioane de euro, în timp ce numărul de angajați a atins pragul de 800 în 2015.
În noiembrie 2011 compania s-a clasat pe locul 6 în topul Deloitte CE Technology Fast 50  și pe locul 64 în topul Deloitte Technology Fast 500 EMEA, cu o creștere de 2.136% în perioada 2006 – 2010. În 2017, Sebastian Ghita fostul proprietar al Teamnet era investigat pentru dare de mită dar in decembrie 2023 Tribunalul Prahova a decis sa restituie cauza la DNA constatând ca rechizitoriul nu este regulamentar întocmit. 
Cifra de afaceri
| Anul          | 2014 | 2013 | 2012 | 2011 | 2010 | 2009 | 2008 | 2007 | 2006 | 2005 | 2004 | 2003 | 2002 | 2001 |
| ------------- | ---- | ---- | ---- | ---- | ---- | ---- | ---- | ---- | ---- | ---- | ---- | ---- | ---- | ---- |
| milioane euro | 93   | 71   | 53   | 34   | 21   | 13   | 8    | 4.2  | 1.2  | 0.65 | 0.4  | 0.24 | 0.13 | 0.07 |

Număr de angajați
| Anul     | 2014 | 2013 | 2012 | 2011 | 2010 | 2009 | 2008 | 2007 | 2006 | 2005 | 2004 | 2003 | 2002 | 2001 |
| -------- | ---- | ---- | ---- | ---- | ---- | ---- | ---- | ---- | ---- | ---- | ---- | ---- | ---- | ---- |
| Angajati | 800  | 600  | 450  | 350  | 233  | 215  | 180  | 97   | 67   | 44   | 33   | 19   | 15   | 7    |

## Echipa
Din punctul de vedere al resurselor umane compania urmărește să angajeze juniori cu experiență de lucru pe care să îi crească. Compania participă la târguri de carieră, cum ar fi târgul Angajatori de Top și desfășoară proiecte cu asociațiile studențești .
Echipa Teamnet numără un efectiv de 800 angajați la nivelul anulul 2014 și are în componență 21 manageri de proiect certificați PMI/PMP, 168 de programatori, 30 consultanți de business și 30 consultanți pe fonduri europene.

## Structura grupului
Teamnet Group este format din patru companii distincte, care se diferențiază prin domeniile de activitate și tipul de servicii pe care le oferă în domeniul tehnologiei. 
- Teamnet Dedalus - este o companie specializată pe domeniul medical care livrează produse informatice pentru managementul instituțiilor medicale și soluții personalizate pentru îmbunătățirea activității din spitale și clinici.
- Teamnet Engineering este compania din grup care oferă diverse servicii în domeniul ingineriei, de la antreprenoriat general, la lucrări specifice de implementare și execuție.
- Ymens - domeniul cloud; În oferta de servicii Ymens se găsesc și servicii specifice de outsourcing și de securitate IT
- Teamnet – servicii de integrare și dezvoltare de sisteme IT, cu accent pe industrii precum siguranță publică, servicii publice și e-guvernare, mediu, energie și utilități, sănătate, educație, agricultură și transporturi.[17]